# Crocidium depressifrons
Crocidium depressifrons är en tvåvingeart som beskrevs av Hesse 1938. Crocidium depressifrons ingår i släktet Crocidium och familjen svävflugor. Inga underarter finns listade i Catalogue of Life.